# Павленкове (Лебединська міська громада)
Павле́нкове — село в Україні, у Лебединській міській громаді Сумського району Сумської області. До 2020 орган місцевого самоврядування — Павленківська сільська рада.
Населення становить 362 особи.
В центрі села знаходиться Успенська церква.

## Географія
Село Павленкове знаходиться на правому березі річки Грунь, вище за течією на відстані 1,5 км розташоване село Мартинці, нижче за течією на відстані 1 км розташоване село Грицини. По селу протікає пересихаючий струмок з загатою. Поруч проходить автомобільна дорога Т 1918.

## Історія
- Хутір Павленкове на 1862 рік входив до складу Межиріцької волості (Лебединського повіту)[1].

- За даними на 1864 рік на казенному хуторі Павленкове Лебединського повіту Харківської губернії, мешкало 387 осіб (192 чоловічої статі та 195 — жіночої), налічувалось 48 дворових господарств[2].

- За переписом 1897 року кількість мешканців зменшилась до 532 осіб (260 чоловічої статі та 272 — жіночої), з яких всі — православної віри[3].

- Станом на 1914 рік село було центром Павленківської волості[4].

- 12 червня 2020 року, відповідно до Розпорядження Кабінету Міністрів України № 723-р «Про визначення адміністративних центрів та затвердження територій територіальних громад Сумської області» увійшло до складу Лебединської міської громади[5].

- 19 липня 2020 року, після ліквідації Лебединського району, село увійшло до Сумського району.[6]